# Печеницы
Печеницы (вепс. Pečal) — деревня в Янегском сельском поселении Лодейнопольского района Ленинградской области.

## История
Деревня Печеничи упоминается на плане западной части Лодейнопольского уезда 1818 года.

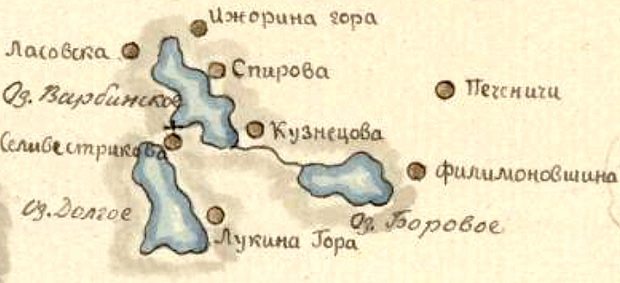
Деревня Печеницы на плане 1818 года

ПЕЧЕНИЦЫ — деревня при озере Печенском и речке Гурвое, число дворов — 30, число жителей: 71 м. п., 70 ж. п. (1879 год)

ПОСАД ПЕЧЕНИЦЫ — деревня при озере Печеницком, население крестьянское: домов — 21, семей — 21, мужчин — 55, женщин — 50, всего — 105; некрестьянское: нет; лошадей — 20, коров — 39, прочего — 40; школа.

ПЕЧЕНИЦЫ — деревня при озере Печеницком, население крестьянское: домов — 18, семей — 18, мужчин — 45, женщин — 40, всего — 85; некрестьянское: нет; лошадей — 16, коров — 20, прочего — 18.

ПЕЧЕНИЦЫ (ПРОКОПИНА ГОРА) — деревня при озере Варбинском, население крестьянское: домов — 6, семей — 6, мужчин — 19, женщин — 20, всего — 39; некрестьянское: нет; лошадей — 7, коров — 15, прочего — 19. (1905 год)

В конце XIX — начале XX века деревня административно относилась к Шапшинской волости 1-го стана Лодейнопольского уезда Олонецкой губернии.
С 1917 по 1922 год деревня входила в состав Варбинского сельсовета Шапшинской волости Лодейнопольского уезда Олонецкой губернии.
С 1922 года в составе Ленинградской губернии.
С 1927 года в составе Лодейнопольского района. В 1927 году население деревни составляло 344 человека.
Согласно карте Ленинградской области Северо-западного аэрогеодезического треста ГГУ издания 1932 года деревня насчитывала 32 крестьянских двора.
По данным 1933 года деревня Печеницы входила в состав Варбинского сельсовета Лодейнопольского района.

Деревня Печеницы на карте РККА 1940 года

С 1956 года в составе Шапшинского сельсовета.
В 1961 году население деревни составляло 94 человека.
По данным 1966 и 1973 годов деревня Печеницы также входила в состав Шапшинского сельсовета.
По данным 1990 года деревня Печеницы входила в состав Имоченского сельсовета.
В 1997 году в деревне Печеницы Имоченской волости проживали 14 человек, в 2002 году — 28 человек (все русские).
В 2007 году в деревне Печеницы Янегского СП проживали 5 человек, в 2010 году — 14 человек.

## География
Деревня расположена в северо-восточной части района на автодороге 41К-639 (Комбаково — Шапша — Печеницы).
Расстояние до административного центра поселения — 28 км.
Расстояние до ближайшей железнодорожной станции Лодейное Поле — 63 км.
Деревня находится на восточном берегу Печенского озера. Через деревню протекает река Гурва.

## Демография
| 1879 | 1905 | 1927 | 1961 | 1997 | 2007 | 2010 |
| ---- | ---- | ---- | ---- | ---- | ---- | ---- |
| 141  | ↗229 | ↗344 | ↘94  | ↘14  | ↘5   | ↗14  |
| 2014 | 2017 |      |      |      |      |      |
| ↘9   | ↗10  |      |      |      |      |      |

### Национальный состав
Согласно данным Всероссийской переписи населения 2021 года в деревне проживали 10 человек, из них:
 русские — 8 человек, остальные национальность не указали.